# Esporte Clube Aracruz
O Esporte Clube Aracruz é um clube brasileiro de futebol da cidade de Aracruz, Espírito Santo.

## História
Foi fundado em 12 de junho de 1954, com o nome Esporte Clube Sauassu, em homenagem à localidade em que se inseria, antes apenas um distrito, mas que passaria a ser sede do município. Constituindo-se, inicialmente, em um clube amador para a prática de esportes da comunidade local, sua primeira diretoria foi formada F. Souza Neto, Artêmio Modenesi, Aurício Modenesi, Pedro Tonon, Francisco Monteiro Bermudes, João Paulo de Barcelos e Otacílio Bermudes.
Em 1956, por doação do benemérito Eugênio Antônio Bitti, a instituição recebeu uma área de mais de 29 mil m² para a construção de sua praça esportiva, por anos chamada de Estádio do Bambu, em função do fato de que era toda cercada pela referida planta. No final dos anos 1980, o espaço recebeu alvenaria e jogos amadores, principalmente contra Mariano, rival na época.
O Sauassu venceu o Campeonato Capixaba da Segunda Divisão em 1990. Já com nome de Esporte Clube Aracruz, foi vice-campeão capixaba da Primeira Divisão em 1993, em final disputada contra o extinto Linhares Esporte Clube.
Após o único rebaixamento de sua história, em 1994, paralisou suas atividades nos anos de 1995 e 1996, retornando ao Campeonato Capixaba de 1997, mais uma vez se tornando inativo de 2001 a 2006. Retornou às disputas em 2007, quando participou, sem êxito, da Segunda Divisão do Campeonato Capixaba.
Em 2010 sagrou-se campeão Capixaba da Segunda Divisão invicto, derrotando na final a equipe do Estrela do Norte, assim o Aracruz foi promovido à Primeira Divisão. No Capixabão de 2011, após vários problemas com escalações irregulares e erros de arbitragem, perdeu a vaga nas semifinais.
Em 2012, sagrou-se campeão estadual pela primeira vez em sua história em seu estádio, o Eugênio Bitti, completamente lotado, após uma verdadeira batalha para aumentar a capacidade mínima para 5 mil lugares. Com esse título, garantiu vagas na Copa do Brasil de 2013 e Campeonato Brasileiro da Série D de 2012.
Em janeiro de 2013, disputou contra a Desportiva Ferroviária a Copa dos Campeões do Espírito Santo, sagrando-se novamente campeão pelo placar de 2 a 1. Ainda em 2013, disputou a Copa do Brasil, vindo a ser eliminado, na Primeira Fase, pelo Joinville, após empatar em casa por 1 a 1 e a perder em Santa Catarina por 1 a 0. O Dragão foi mais bem classificado na primeira fase do Campeonato Capixaba de 2013, garantindo a vaga para a Série D do Campeonato Brasileiro do mesmo ano, classificando para as semifinais contra o Real Noroeste. Após perder por 2 a 1 fora, ganhou a partida de volta por 4 a 2, passando novamente à grande final, contra a Desportiva. Desta vez, porém, após empatar por 1 a 1 o jogo de ida no Estádio Engenheiro Araripe, o Aracruz perdeu por 2 a 1 em casa, terminando com o vice-campeonato. O resultado contra os grenás, porém, não retirou do Dragão o título de maior público acumulado, mais de 22 mil pagantes, e maior renda acumulada do estado, mais de 220 mil reais.
Em 2014 o Aracruz desiste de participar do Campeonato Capixaba e fica suspenso pelo período de um ano.
No retorno a uma competição oficial, o Aracruz empata em 1 a 1 com o Rio Branco-ES no Estádio do Bambu na estreia do Campeonato Capixaba da Série B de 2018.
O Dragão goleia o Vilavelhense por 3 a 0 em casa e classifica-se para as semifinais com três rodadas de antecedência.
Nas semifinais, o Aracruz é eliminado pelo Estrela do Norte e não consegue o acesso à Série A.
O Aracruz foi convidado a participar da Série A de 2019 após desistência do Espírito Santo, porém recusa e também não participa da Série B de 2019, entrando novamente em inatividade.

## Títulos
Título Invicto
| ESTADUAIS | ESTADUAIS                     | ESTADUAIS | ESTADUAIS   |
|           | Competição                    | Títulos   | Temporadas  |
| --------- | ----------------------------- | --------- | ----------- |
|           | Campeonato Capixaba           | 1         | 2012        |
|           | Copa dos Campeões             | 1         | 2013        |
|           | Campeonato Capixaba - Série B | 2         | 1990*, 2010 |

* Título conquistado como Esporte Clube Sauassu.

## Campanhas de destaque
- Vice-campeão Capixaba: 2 (1993, 2013)

## Uniformes

### Temporada 2018
| Uniforme nº 1 | Uniforme nº 2 |

### Temporada 2013
| Uniforme nº 1 | Uniforme nº 2 | Uniforme nº 3 |

### Temporadas anteriores

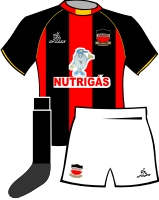
Uniforme nº 1
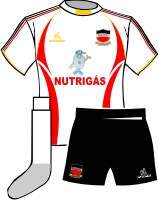
Uniforme nº 2

## Ranking da CBF
Ranking atualizado em dezembro de 2017.
- Posição: 193º
- Pontuação: 76 pontos

É o ranking criado pela Confederação Brasileira de Futebol para pontuar todos os clubes do Brasil segundo a classificação em competições nacionais nos últimos cinco anos.